# 乔包伊
乔包伊（匈牙利語：Csobaj）是匈牙利包尔绍德-奥包乌伊-曾普伦州所辖的一个村。总面积19.59平方公里，总人口766，人口密度39.1人/平方公里（2011年1月1日）。